# Škanjac osaš
Škanjac osaš  (lat.  Pernis apivorus),  je ptica grabljivica iz porodice jastrebova (Accipitridae) koja ne pripada u škanjce nego potporodici Perninae ili osaše.

### Rasprostranjen
Rasprostranjen u Europi i zapadnoj Aziji. Selica je, zimuje u Africi, južno od Sahare. U Hrvatskoj je za gniježdenja najbrojniji u šumskim područjima panonske Hrvatske. Škanjac osaš naseljava šume bogate proplancima. Često je u mješovitom, mozaičnom krajoliku. Živi sam ili u paru. Za selidbe su samotni ili u rahlim jatima. Monogamni su, veze traju najmanje jednu sezonu.

### Hrana
Hrani se saćima, odnosno ličinkama i kukuljicama opnokrilaca, manje se hrani drugim kukcima, vodozemcima, gmazovima, sitnim sisavcima i dr. Na tlu se zadržavaju znatno više od drugih grabljivica. 

### Razmnožavanje
Gnijezdo grade na granama velikog drveća, na jajima leže i o ptićima se brinu oba roditelja. U pologu su obično 2 jaja. Inkubacija traje 30 – 35 dana, ptići su sposobni za let nakon 75 – 100 dana.

## Galerija
- P. apivorus
- P. apivorus u letu
- P. apivorus, glava i kljun
- Pernis apivorus, jaje
- film

## Vanjske poveznice
|  | Zajednički poslužitelj ima još gradiva o temi Pernis apivorus |
|  | Wikivrste imaju podatke o taksonu Pernis apivorus             |